# Pentaria bicolor
Pentaria bicolor là một loài bọ cánh cứng trong họ Scraptiidae. Loài này được Liljeblad miêu tả khoa học năm 1918.